# عبد الله العواص
عبد الله العواص مواليد 1995، هو لاعب كرة قدم سعودي.

## الأندية
كانت بداياته مع نادي الجيل الأولمبي، لكن انتقل الي نادي النجوم لم يستمر سوي موسم واحد ثم انتقل الي نادي العمران عام 2019.

## مسيرة اللاعب بالأرقام
آخر تحديث 07 أكتوبر 2020.
| البطولة                             | الفريق       | مباريات | أهداف | بطاقة صفراء | بطاقة حمراء |
| ----------------------------------- | ------------ | ------- | ----- | ----------- | ----------- |
| كأس الاتحاد السعودي للشباب 2013     | نادي الجيل   | 2       | 1     | 0           | 0           |
| دوري الدرجة الثانية السعو 2014-2015 | نادي النجوم  | 10      | 2     | 0           | 0           |
| دوري الدرجة الثالثة السعودي 2019    | نادي العمران | 14      | 2     | 1           | 0           |